# Damek
Damek (en népalais : दमेक) est un comité de développement villageois du Népal situé dans le district de Baglung. Au recensement de 2011, il comptait 5 746 habitants.